# Pokojec
Pokojec je naselje u Republici Hrvatskoj, u sastavu Općine Budinščina, Krapinsko-zagorska županija. 

## Stanovništvo
Prema popisu stanovništva iz 2001. godine, naselje je imalo 12 stanovnika te 8 obiteljskih kućanstava.
| broj stanovnika |       |       |       |       |       |       |       | 110   | 159   | 150   | 111   | 69    | 42    | 20    | 12    | 6     | 4     |
|                 | 1857. | 1869. | 1880. | 1890. | 1900. | 1910. | 1921. | 1931. | 1948. | 1953. | 1961. | 1971. | 1981. | 1991. | 2001. | 2011. | 2021. |

## Ostalo
U Pokojcu se nalazi planinarski dom Lujčekova hiža, na malom travnatom prijevoju zvanom Ričkov krč – između vrhova Hama (679 mnv.) i Rudskoga gupca (595 mnv.), na Ivanščici. Ovaj je objekt prije nosio naziv Ham-Pokojec, a sadašnje je ime dobio po nadimku legende zagorskog planinarstva Ljudevita Hercega.